# Marco Antonio Antimaco
Marco Antonio Antimaco ou Marcantonio Antimaco (en latin, Marcus Antonius Antimachus) (Mantoue, v. 1473 - 1552) est un humaniste, érudit, traducteur italien qui s'est consacré essentiellement à l'enseignement et à la traduction depuis la langue grecque.

## Biographie
Marco Antonio Antimaco est né à Mantoue à une date non connue avec certitude mais qui se situe aux alentours de l'année 1473.
Son père qui avait bénéficié d'une éducation littéraire l'envoya dès sa jeunesse en Grèce où pendant cinq ans il se consacra à l'étude de la langue grecque auprès d'un maître de Sparte, Giovanni Mosco.
De retour en Italie, il ouvrit une école de langue grecque et belles lettres à Mantoue qui devint renommée. Par la suite il se rendit à Ferrare, où il entreprit une action analogue. Il mourut à Ferrare en 1552.
Outre qu'enseignant, Antimaco fut aussi traducteur de diverses œuvres de la littérature grecque, qui furent publiées à Bâle en 1540, un ensemble d'oraisons en reconnaissance à la littérature grecque.
Il fut aussi auteur d'œuvres poétiques latines dont certaines furent publiées et d'autres conservées à l'état de manuscrit.